# Egtved Sogn

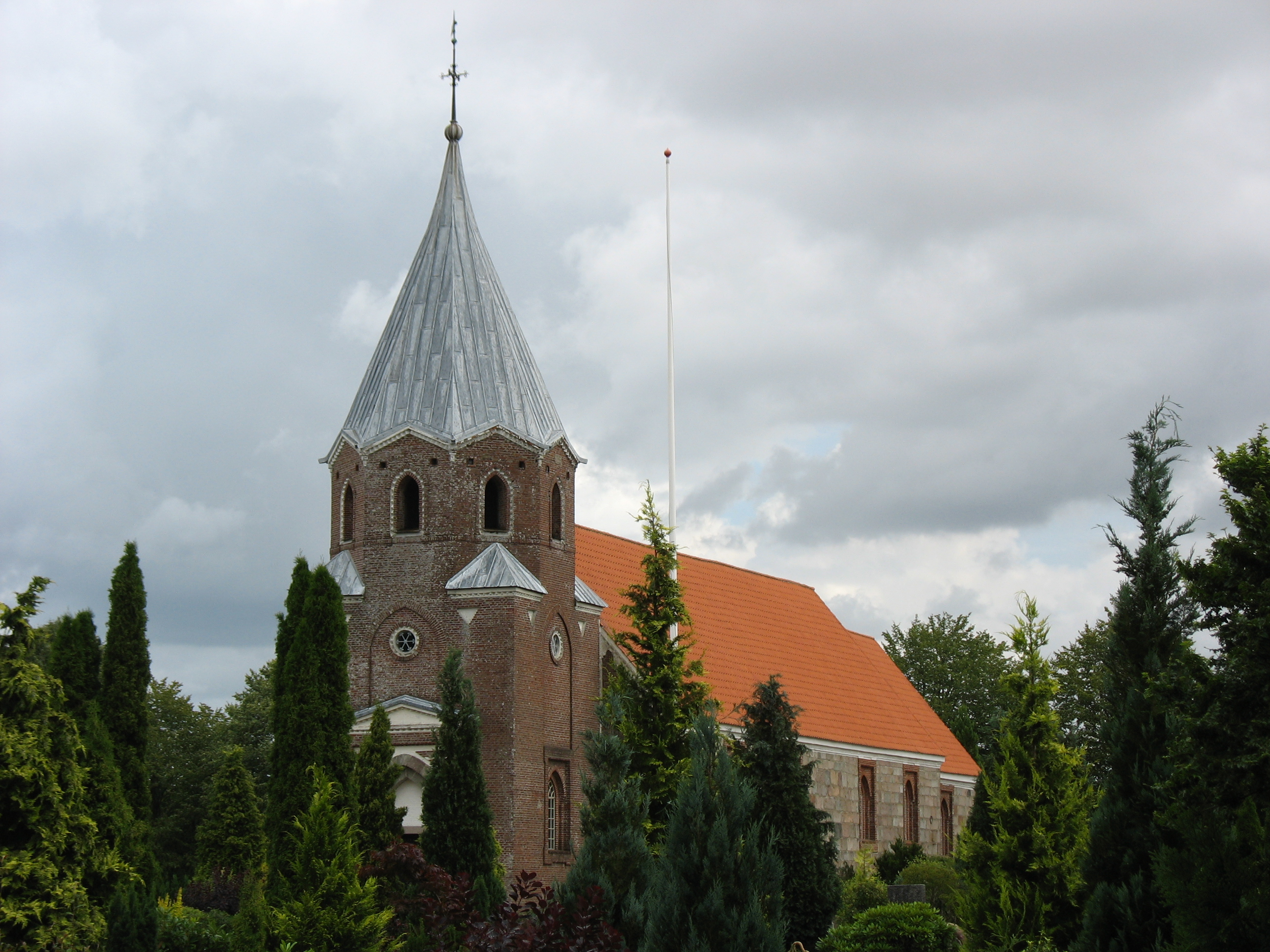
Egtved Kirke

Egtved Sogn ist eine Kirchspielsgemeinde (dän.: Sogn) im südlichen Dänemark. Bis 1970 gehörte sie zur Harde Jerlev Herred im damaligen Vejle Amt, danach zur Egtved Kommune im erweiterten Vejle Amt, die im Zuge der  Kommunalreform zum 1. Januar 2007 in der „neuen“  Vejle Kommune in der Region Syddanmark aufgegangen ist.
Im Kirchspiel leben 3695 Einwohner, davon 2436 im Kirchdorf (Stand:1. Januar 2023). Im Kirchspiel liegt die Kirche „Egtved Kirke“.
Nachbargemeinden sind im Norden Randbøl Sogn und Nørup Sogn, im Osten Ødsted Sogn und Øster Starup Sogn, ferner in der südlich benachbarten Kolding Kommune Vester Nebel Sogn und Jordrup Sogn, in der südwestlich gelegenen Vejen Kommune Veerst Sogn und in der westlich gelegenen Billund Kommune Vorbasse Sogn.